# 康閣·史東
康閣‧史東（英語：Ganga Stone，1941年10月31日—2021年6月3日），美國慈善機構God's Love We Deliver共同創辦人，曾任紐約卡布里尼安養院志工。
1985年，史東注意到許多愛滋病患者無法獲得送餐服務，於是與她的室友珍‧貝斯特(Jane Best)一起創立了God's Love We Deliver機構，簡稱為GLWD。該組織自發性地為生病的紐約市市民供餐到府，一年服務對象高達14,7000人；截至2024年，營運已達39年，送出超過3500萬份餐點。該組織透過多種管道募集資金，囊括以名人為號召的宣傳活動。史東在該組織服務至1994年，有時候獲餐的人們會稱她為「聖康閣(St. Ganga)」。

## 生平
史東原名英格麗德‧赫德力‧史東 (Ingrid Hedley Stone)，生長於在美國紐約皇后區最西邊的長島市和最北邊布朗克斯區範可蘭一帶。雙親為猶太移民赫德力‧史東(Hedley Stone)和挪威移民威妮弗蕾德(Winifred)；父親原名摩西·哈伊姆·施泰因(Moishe ChaimStein)，來自波蘭華沙，母親則為挪威路德會移民的女兒。
史東獲賜名為康閣(Ganga)，是她到印度甘尼什普里靜修時，由瑜伽導師斯瓦米·穆克塔南達授與她恆河(Ganga)之名。史東表示瑜伽對她的生活帶來了長遠的影響。
史東1996年出版《與死亡對談(Start the Conversation)》一書，闡述以開放接納的態度，對死亡敞開心胸等心境。
史東與非營利愛滋病服務組織GMHC(男同志健康危機組織，英語：Gay Men's Health Crisis)啟蒙人彼得·阿維塔比萊(Peter Avitabile)，據悉是最早注意到因應愛滋病流行需求，應以服務性的組織支援患者的先驅之一。

## 私人生活
史東有一個名叫克萊門特·希爾(Clement Hill)的兒子和一個名叫赫德力‧史東(Hedley Stone)的女兒。
2021年6月2日，史東逝於美國紐約州薩拉托加郡薩拉托加泉市，享壽79歲。

## 外部連結
- glwd.org （页面存档备份，存于）